# ソウル西大門警察署
ソウル西大門警察署（ソウルソデムンけいさつしょ）は、ソウル地方警察庁所管の警察署である。

## 管轄区域
- 西大門区

## 沿革
- 1945年10月21日 - 国立警察開設と同時に開所
- 1969年2月12日 - 西部警察署開設に伴い9派出所を移管
- 2001年12月27日 - ソウル西大門警察署に改称。
- 2006年3月1日 - ソウル西部警察署から2地区隊を編入

## 組織
- 署長（総警）
- 聴聞監査官
  - 聴聞監査官室
- 警務課
  - 警務係
  - 経理係
  - 情報通信係
- 生活安全課
- 捜査課
- 刑事課
- 交通課
  - 交通管理係
  - 交通捜査係
  - 交通安全係
- 警備課
- 情報課
  - 情報1係
  - 情報2係
- 保安課
  - 保安係
  - 外事係

## 管轄地区隊
- 忠正路地区隊
- 弘恩地区隊
- 新村地区隊

## 管轄派出所
- 延禧派出所
- 南加佐派出所
- 北加佐派出所
- 弘済派出所
- 弘恩2派出所